# Полоз японський
Полоз японський (Euprepiophis conspicillata) — неотруйна змія з роду Euprepiophis родини полозових (Colubridae). Інша назва «японська деревна змія».

## Опис
Загальна довжина досягає 1 м, при цьому хвіст дорівнює 16 см. Голова більш-менш помітно відмежована від тулуба. Є 1 великий передочний щиток, підочний відсутній. Тім'яні щитки своїм передньонижнім краєм торкається нижнього заочноямкового. Луска тулуба гладенька з 2 апікальними ямками. Черевні щитки утворюють по краях черева слабковиражене ребро. Навколо тулуба є 21 рядок щитків. Черевних щитків — 205—221, підхвостових — 66-74 пари. Анальний щиток розділений.
Новонароджені особини мають світле жовтувато-сіре забарвлення з коричневими й чорними цятками уздовж хребта та з боків. Дорослі тварини темніші, сірувато-коричневі, бурі, червонувато-бурі, червонувато-бурі або шоколадні з червоним відтінком. Черево зеленувато-сіре. У молодих особин на голові є складний темний візерунок.

## Спосіб життя
Полюбляє місцини біля геотермальних джерел, вулканів, узлісся, береги струмків, кам'янисті осипи, зарості бамбука. Йде на зимівлю у жовтні. З'являється після зимівлі в середині квітня. Харчується гризунами, пташенятами та яйцями.
Це яйцекладна змія. Самиця у серпні-вересні відкладає 4-8 яєць розміром 12-16,3х49-67,5 мм.

## Розповсюдження
Мешкає на Японських островах, о. Кунашир (Курильські острови, Росія).